# Monterrein
Monterrein (tiếng Breton: Mousterrin) là một xã ở tỉnh Morbihan trong vùng Bretagne tây bắc Pháp. Xã này có diện tích 7,01 km², dân số năm 1999 là 308 người. Khu vực này có độ cao từ 59-126 mét trên mực nước biển.
Cư dân của Monterrein danh xưng trong tiếng Pháp là Monterrinois.